# Малии
Малии, малийцы (др.-греч. Μαλιεῖς) — древнее племя во Фтиотиде в восточной, прибрежной Фессалии. Область малиев называлась Малида  (Малийская область, Μαλίδα) и располагалось на побережье во внутренней части Малийского залива между горой Эта и нижнем течением Сперхия.
Соседними с малиями были локры эпикнемидские, этейцы. Вместе с фтиотийскими ахейцами малии занимали области напротив Эвбеи и около Фермопил. Энианы, оттеснённые лапифами на гору Эта, потеснили малиев до Гераклеи (прежде Трахин) и Эхина.
Мифология связывает малиев с Гераклом, как упоминает Геродот, или с Малом (Μάλος), сыном Амфиктиона. С VIII века до н. э. малии были наемниками на службе в крупных полисах. Отличались храбростью и опытностью в войне; особенно же славились малийские пращники и копейщики. С V века до н. э. разделялись на три племени, которые от места своего жительства назывались — Παράλιοι, Ἴερῆς и трахинцы (Τραχίνιοι)
По Геродоту Геракл и малии изгнали из Дориды дриопов, которые основали город Гермиона. Малии были одним из племён, предавшихся персидскому царю Ксерксу I и присоединившихся к царскому войску. В битве при Платеях малии были в армии Мардония. 
В 427 году до н. э. в ходе Пелопоннесской войны малии вошли в Пелопоннесский союз. В 413 году до н. э. они взяли под свой контроль Ламию, которую они сделали своей столицей в 371 году до н. э. В 370 году до н. э. они были вынуждены подчиниться Фивам, македонскому царю Филиппу II (343 год до н. э.), позже Этолийскому союзу (220 г. до н.э.) и, наконец, римлянам (189 год до н. э.).